# Rebirth (musikalbum av Gackt Camui)
Rebirth är Gackts tredje album, utgivet i april 2001.

## Låtlista
1. "4th"
2. "Secret Garden"
3. "Maria"
4. "Uncontrol"
5. "Sekirei ~Seki-Ray~"
6. "Kalmia"
7. "Sayonara"
8. "Marmalade"
9. "Papa Lapped A Pap Lopped"
10. "Seven"
11. "Kimi no Tame ni Dekiru Koto"